# Завіруха
«Завіруха» (з біл. — «Завірюха») — білоруськомовна пісня вокально-інструментального ансамблю «Вераси».
Вперше прозвучала на Центральному телебаченні в 1982 році. Вона принесла світову популярність автору тексту, білоруському письменнику Геннадію Буравкіну. Відомо, що мелодія народилася взимку, коли Едуард Ханок їхав з книжкою Буравкіна в автобусі «Брест — Мінськ».